# Балояннис, Константинос
Константинос Балояннис (др.-греч. Κωνσταντίνος "Κώστας" Μπαλογιάννης; 8 февраля 1999, Салоники, Греция) — греческий футболист, полузащитник болгарского клуба «Ботев».

## Клубная карьера
Балояннис — воспитанник клубов ПАОК, нидерландского «Зволле» и лондонского «Арсенала». В 2017 году он вернулся в ПАОК. 20 декабря 2018 года в поединке Кубка Греции против «Аиттитос Спата» Костас дебютировал  за основной состав. В том же году он стал обладателем национального кубка. Летом 2019 года для получения игровой практики Балояннис был арендован клубом «Волос». 25 августа в матче против «Паниониос» он дебютировал в греческой Суперлиге.
26 июля 2023 года перешёл в болгарский «Ботев», подписав трёхлетний контракт.

## Достижения
Командные
 ПАОК
- Обладатель Кубка Греции — 2018/2019